# Langs de kant van de weg
Langs de kant van de weg è una miniserie TV del 1990 diretta da Jan Keja e basata sulla vita del pittore olandese Vincent van Gogh.